# 오라스 베네딕트 드 소쉬르
오라스 베네딕트 드 소쉬르(프랑스어: Horace Bénédict de Saussure, 1740년 2월 17일 ~ 1799년 1월 22일)는 스위스의 물리학자, 식물학자, 탐험가, 산악인, 지질학자, 기상학자이다. 등산과 현대 기상학의 창시자로 불리며 태양열 조리기를 최초로 만드는 데에 성공한 사람으로 여겨진다.

## 생애와 경력
오라스 베네딕트 드 소쉬르는 1740년 2월 17일에 제네바 인근 셴부제리에서 귀족의 아들로 태어났다. 그의 아버지인 니콜라 드 소쉬르는 농업주의자이자 작가였다. 어머니가 투병 중이었기 때문에 소쉬르는 어머니의 여동생, 어머니의 남편이자 박물학자인 샤를 보네의 손에서 자랐고 이는 오라스 베네딕트의 초기 식물학에 대한 관심을 불러일으켰다.
소쉬르는 1759년에 제네바 아카데미에서 열에 관한 논문을 통해 학업을 마쳤다. 1760년에는 스위스의 해부학자, 생리학자, 식물학자인 알브레히트 폰 할러를 위한 식물 표본을 수집하기 위해 몽블랑산 기슭에 있는 샤모니 계곡을 여러 번 방문했다. 소쉬르는 1760년에 몽블랑산 정상에 오른 최초의 산악인에게 보상을 제공했다. 소쉬르는 어린 시절에 자신의 삼촌인 샤를 보네에게서 영감을 받아서 식물의 생리학에 대한 연구를 진행하기도 했고 22세였던 1762년에는 《관측》을 출판하기도 했다. 소쉬르는 1762년에 제네바 아카데미에서 물리학과 형이상학을 강의하는 철학 교수로 선출되었다. 소쉬르는 1786년까지 제네바 아카데미에서 근무했는데 때때로 지리학, 지질학, 화학, 심지어 천문학에 대한 강의도 진행했다.
소쉬르는 초기에 식물학과 빙하에 관심을 가졌고 곧 알프스산맥을 가로지르는 다른 여행을 시작했다. 1767년에는 자신의 첫 몽블랑산 여행을 마쳤고 이 여행은 사보이아 지방과 접한 알프스산맥의 눈 덮인 지역의 지지학적 해석을 보여주는 데 많은 도움이 되었다. 소쉬르는 또한 열과 추위, 대기의 무게, 전기와 자기에 대한 실험을 수행했다. 이것을 위해 그는 최초의 전자계 가운데 하나가 된 것을 고안했다. 다른 여행들은 소쉬르를 이탈리아로 이끌었는데 그곳에서 에트나산과 다른 화산들(1772년 ~ 1773년)을 연구했고 프랑스 오베르뉴 지방에 위치한 사화산들을 연구했다.
소쉬르는 비록 귀족 신분이었지만 자유주의적인 견해를 가지고 있었다. 1774년에는 제네바 대학교의 과학 교육 발전 계획을 제시하도록 유도했지만 이 시도는 실패했다. 하지만 런던 예술 개선 협회에서 영감을 받아 1776년에 "예술 협회"를 설립하는 데에는 보다 성공적이었다.
소쉬르는 1774년 초반에 미에주 빙하와 몽크라몽산을 따라 쿠르마유르의 산악 가이드인 장로랑 조르다네와 함께 발베니(현재의 이탈리아) 쪽에 있는 몽블랑산 정상에 도달하기 위해 노력했다. 소쉬르는 1776년에 뵈트산(3,096m)에 올랐고 1774년에는 크레몽산을 등반했다. 1778년에는 그랑생베르나르 고개 근처에 위치한 발소레 빙하를 탐험했다. 1780년에는 몽세니 고개 위에 위치한 로슈미셸에 올랐다. 1785년에는 에기유뒤구테르 루트를 통해 몽블랑산 등반을 시도했으나 실패했다. 1786년에는 미셸가브리엘 파카르와 자크 발마가 그랑뮐레산을 거쳐 정상에 올랐고 1787년에는 소쉬르 자신이 3번째로 산을 올랐다. 그의 업적은 샤모니와 같은 곳으로 관광객들을 끌어들이는 데 많은 도움이 되었다.
기상 현상의 측정에 사로잡힌 소쉬르는 자기계, 하늘의 푸르름을 추정하는 시아노미터, 대기의 선명도를 판단하는 다이어파노미터, 풍속계, 산악 시아노미터를 포함한 많은 종류의 장치를 발명하고 개선했다. 특히 중요한 것은 쇠수르가 고안하여 대기 습도, 증발, 구름, 안개, 비에 대한 일련의 조사에 사용한 모발 습도계(Essais sur l'Hygrométrie, 1783년)였다. 이 기구는 고래뼈 습도계를 발명한 장앙드레 들뤼크와 격렬한 논쟁을 불러일으켰다.
소쉬르의 발명품
- 제네바 과학 역사 박물관에 전시된 풍속계. 금속판은 바람을 잡아주고 무게는 바람을 가만히 있게 한다. 이들의 질량은 바람의 세기를 측정한다.
- 전기계
- 제네바 과학 역사 박물관에 전시된 소쉬르의 반복하는 원
- 조르주 아담이 소쉬르를 위해 만든 복합 현미경으로 제네바 과학 역사 박물관에 전시되어 있다.
- 하늘의 푸르름을 측정하는 데에 사용되는 시아노미터. 제네바 과학 역사 박물관에 전시되어 있다.

소쉬르는 1788년에 17일 동안에 걸쳐 콜뒤제앙(3,371m)에서 기상 관측과 물리 측정을 진행했다. 1789년에는 마쿠냐가 근처에 위치한 피초비안코산에 올라 몬테로사산의 동쪽 벽을 관찰했고 테오둘 고개(3,322m)를 건너 체르마트에 도착했다. 1792년에는 테오둘호른산(3,472m)을 방문하여 3일 동안 같은 경로를 관측했다.
소쉬르는 7번의 알프스산맥 여행을 진행한 관찰과 실험을 4가지 부분으로 정리했고 이를 《알프스산맥 탐험》(Voyages dans les Alpes, 1779년 ~ 1796년)으로 출판했다. 이 책의 비과학적인 부분은 1834년에 처음 출판되었고 그 이후로 종종 《소쉬르의 작품에 등장하는 그림 같은 부분》(Partie pittoresque de souvrages de M. de Saussure)으로 출판되었다. 소쉬르는 1799년 1월 22일에 향년 59세를 일기로 사망했다.

## 의의

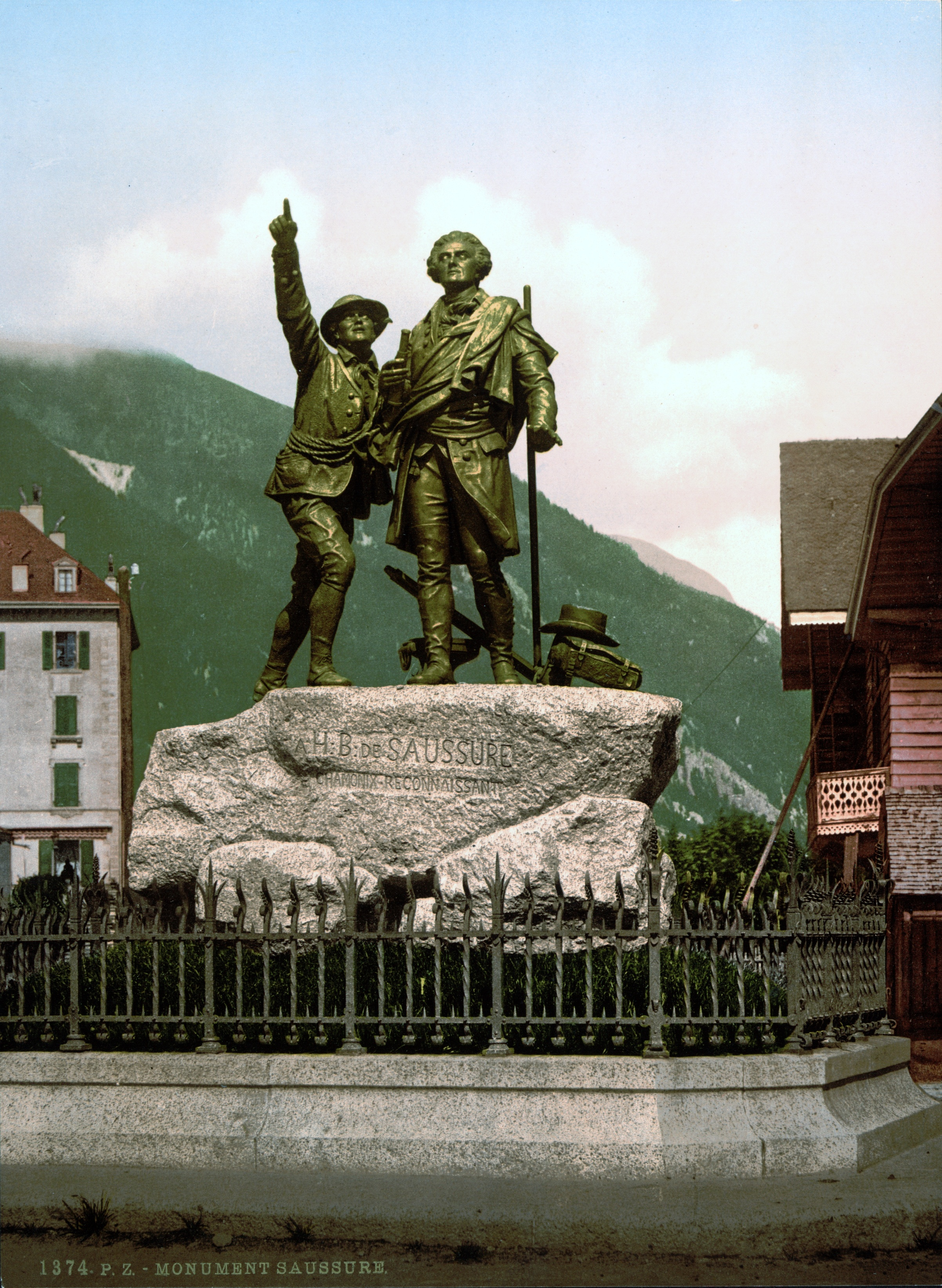
프랑스 샤모니에 건립된 오라스 베네딕트 드 소쉬르와 자크 발마 동상

알프스산맥은 소쉬르의 조사 과정에서 초점이 되었다. 소쉬르는 알프스산맥을 진정한 지구 이론의 중요한 열쇠로 보았는데 이것은 이전에 시도되지 않았던 방식으로 지질학을 연구할 기회를 주었다. 소쉬르는 지층의 기울기, 암석의 성질, 화석과 광물을 면밀히 조사했다.
소쉬르는 당시의 화학에 대한 철저한 지식을 가지고 있었고 그것을 광물, 물, 공기의 연구에 적용했다. 소쉬르의 지질학적 관찰은 그를 수성론의 확고한 신봉자로 만들었다. 소쉬르는 모든 암석과 광물을 수용액이나 현탁액에서 침전된 것으로 여겼고 기상학적인 조건의 연구에 많은 중요성을 부여했다. 암석, 침식, 화석에 대한 소쉬르의 연구는 또한 그가 지구가 일반적으로 생각했던 것보다 훨씬 더 오래되었고 찰스 다윈의 진화론의 기초의 일부를 형성했다고 믿게 만들었다.
소쉬르는 기압계와 끓는점 온도계를 가장 높은 산의 정상까지 운반했고 다른 높이에서 대기의 상대 습도, 온도, 태양 복사 강도, 공기의 구성과 투명도를 측정했다. 소쉬르는 그리고 나서 온도계를 사용할 수 있는 모든 깊이의 지구의 온도와 개울, 강, 빙하, 호수, 심지어 바다의 경로, 조건, 온도를 조사했다.
소쉬르는 온도계를 다양한 용도로 사용했다. 그가 사용한 공기의 온도를 확인하기 위해 미세한 수은구가 그늘에 걸려 있거나 끈으로 빙글빙글 도는 공기의 온도를 확인하기 위해 후자의 형태는 젖은 스펀지 조각에 수은구를 삽입하여 알려진 속도로 반지름의 원을 그리며 회전하게 함으로써 증발계로 변환되었다. 땅과 깊은 물에서 실험을 위해 그는 비전도성 코팅으로 포장된 큰 온도계를 사용하여 그것들을 극도로 느리게 만들고 그것들이 도달하면 온도를 오래 유지할 수 있었다. 이 기구들로 소쉬르는 깊은 호수의 바닥 물이 모든 계절에 균일하게 차갑고 계절적인 온도 변화가 지구의 9.14m 깊이까지 침투하는 데 6개월이 걸린다는 것을 보여주었다. 그는 높은 수준의 관측소의 기상학적 이점을 인식했고 가능한 한 오랫동안 다른 고도에서 동시에 관측할 수 있도록 준비했다.
소쉬르는 특히 지질학자로서의 영향력이 컸다. 근본 원리에 대한 그의 생각은 종종 틀렸지만 과학을 크게 발전시키는데에 중요한 역할을 했다. 소쉬르는 1779년에 출판된 그의 《탐험》 제1권에 대한 지리학의 초기 사용자였다.
소쉬르는 1767년에 최초로 알려진 서양식 태양열 조리기를 만들어 여러 가지 설계를 시도했는데 외부 열복사를 가두기 위해 유리 세 겹으로 된 단열이 잘 된 상자가 가장 많은 열을 발생시킨다는 것을 결정했다. 그가 도달한 최고 온도는 110℃(230℉)였는데 상자를 스위스에 위치한 알프스산맥의 크레몽산 정상에서 해발 1479m, 온도가 19℃(34℉) 더 따뜻한 쿠르니에 평원까지 운반했을 때에 크게 변하지 않았다는 것을 발견했다, 이를 통해 외부 공기 온도가 이러한 태양열 가열 효과에 중요한 역할을 하지 않음을 확인할 수 있었다.
소쉬르는 1784년에 스웨덴 왕립 과학 아카데미의 외국인 회원으로 선출되었고 1788년에는 영국 런던 왕립학회의 외국인 회원으로 선출되었다. 1791년에는 프랑스 파리 과학 아카데미의 외국인 회원으로 선출되었다.

## 유산
식물학에서 학명을 표기하는 데에 사용되는 약칭 가운데 하나인 Sauss.는 그의 이름에서 유래된 이름이다. 취나물속의 학명인 사우수레아(Saussurea)는 오라스 베네딕트 드 소쉬르와 그의 아들인 니콜라 테오도르 드 소쉬르의 이름을 따서 지었다. 이탈리아 발레다오스타주 쿠르마유르에 위치한 스카이웨이 몬테비앙코 케이블카의 1번째 역인 파비용 뒤 몽프레티에 위치한 사우수레아 알프스 식물원은 그의 이름을 따서 지어졌다.
소쉬르는 광물학자로서의 그의 업적도 인정받았다. 사장석 장석의 열수 변질 생성물로 형성되는 광물 집합체인 사우수리테(Sausurite)는 그의 이름을 따서 지어졌다. 달의 충돌구 가운데 하나인 소쉬르도 그의 이름을 따서 명명되었다.
소쉬르의 초상화는 1979년부터 1995년까지 스위스에서 발행된 20프랑 지폐에 사용되었다. 오라스 베네딕스 드 소쉬르의 아들인 니콜라 테오도르 드 소쉬르는 유명한 식물학 전문가였으며 광합성 연구의 선구자였다. 그의 딸인 알베르틴 네케르 드 소쉬르는 여성 교육의 선구자였다. 그의 증손자인 페르디낭 드 소쉬르는 중요한 언어학자이자 기호학자였다.
- 오라스 베네딕트 드 소쉬르의 이름을 딴 취나물속
- 제네바 온실 식물원에 전시된 오라스 베네딕트 드 소쉬르 흉상
- 오라스 베네딕트 드 소쉬르의 초상화가 그려진 스위스의 20프랑 지폐